# Gustavo Poyet
Pour les articles homonymes, voir Poyet.
Gustavo Augusto Poyet Domínguez, plus connu sous le nom de Gustavo Poyet ou Gus Poyet en Angleterre, est un footballeur international uruguayen, jouant au milieu de terrain, reconverti entraîneur, né le 15 novembre 1967 à Montevideo.

## Biographie

### Carrière de joueur
Gustavo Poyet est le seul sud-américain à avoir remporté deux fois la Coupe des Coupes, en 1995 avec Saragosse, puis en 1998 avec Chelsea.
Il a disputé 26 matchs et inscrit 3 buts en équipe d'Uruguay entre 1993 et 2000.

### Carrière d'entraîneur
Après avoir pris sa retraite de footballeur, il entame en 2009 une carrière d'entraîneur de football et dirige l'équipe anglaise de Brighton & Hove Albion, avec laquelle il remporte le championnat de League One en 2011. Le 11 mars 2012, il est nommé entraineur de l'année de la Football League.
Le 8 octobre 2013, il remplace Luis Fernando Suárez à la tête de l'équipe de Sunderland en signant un contrat de deux ans. Durant sa première année en Premier League, il mène les Black Cats en finale de la Capital One Cup en éliminant Manchester United en demi-finales (1-2 t.a.b), mais doit s'incliner face à Manchester City en finale le 2 mars sur le score de 3-1. Le 19 avril 2014, il devient le premier entraîneur à infliger une défaite à José Mourinho à Stamford Bridge en Premier League grâce à une victoire 1-2 sur Chelsea. Le 2 mai 2014, grâce à une victoire 2-0 à domicile contre West Bromwich Albion, Poyet réussit le pari de maintenir les Black Cats en première division, à une journée de la fin.
Le 16 mars 2015, il est remercié et se fait limoger de son poste d'entraîneur de Sunderland à la suite d'une série de mauvais résultats (6 matchs sans victoire en championnat) dont une défaite 0-4 face à un concurrent direct au maintien, Aston Villa, le 14 mars 2015. Il laisse le club à la 17e place, à un point du premier relégable.
En octobre 2015, il est recruté par l'AEK Athènes. Il est remercié le 19 avril 2016 de son poste d’entraîneur de l'AEK Athènes. Les médias grecs rapportent que les dirigeants du club n'ont pas apprécié qu'il annonce à la presse son départ en fin de saison, sans les en avoir informés au préalable.
Il rejoint le Betis Séville pour la saison 2016-2017. Il est démis de ses fonctions et remplacé par Víctor Sánchez del Amo en novembre 2016.
Le 20 janvier 2018, il devient entraîneur des Girondins de Bordeaux. Il est accompagné de deux autres Sud-Américains en guise d'adjoints : l'Argentin Mauricio Taricco, et le Brésilien Fernando Menegazzo. Arrivé en remplacement de Jocelyn Gourvennec, il réalise une très bonne deuxième partie de saison, permettant au club de remonter au classement et d'accrocher une place de barrages pour la qualification à l'Europa League.
Malgré ses bons résultats, il est mis à pied par les Girondins le 17 août 2018, après avoir menacé de quitter le club à la suite du transfert de Gaëtan Laborde au Montpellier HSC la veille. Il est licencié quelques jours plus tard.
Le 28 février 2021, le club chilien de Universidad Católica annonce sa prise de fonction en tant qu'entraîneur de l'équipe, en remplacement d'Ariel Holan. Il démissionne fin août 2021.

## Palmarès

### Joueur
- Avec le Real Saragosse :
  - Vainqueur de la Coupe des Coupes en 1995.
  - Vainqueur de la Coupe d'Espagne en 1994.
  - Finaliste de la Coupe d'Espagne en 1993.
  - Finaliste de la Supercoupe d'Espagne en 1994.
  - Finaliste de la Supercoupe d'Europe en 1995.

- Avec Chelsea :
  - Vainqueur de la Coupe des Coupes en 1998.
  - Vainqueur de la Supercoupe d'Europe en 1998.
  - Vainqueur de la Coupe d'Angleterre en 2000.
  - Vainqueur du Charity Shield en 2000.
  - Finaliste du Charity Shield en 1997.

- Avec Tottenham :
  - Finaliste de la Coupe de la Ligue anglaise en 2002

- Avec l'Uruguay :
  - Vainqueur de la Copa América en 1995.

### Entraîneur
- Avec Brighton & Hove Albion :
  - Champion de League One en 2011.
- Avec Sunderland AFC :
  - Finaliste de la League Cup en 2014.

### Distinction personnelle
- Avec Brighton & Hove Albion :
  - Meilleur entraîneur de League One en 2011.
  - Entraîneur du mois de Championship en août 2011[6].

## Statistiques détaillées
| Saison                | Club                  | Championnat           | Championnat | Championnat | Championnat | Championnat | Coupes nationales | Coupes nationales | Coupes nationales | Coupes nationales | Coupes continentales | Coupes continentales | Coupes continentales | Coupes continentales | Coupes continentales | Total  | Total | Total | Total | % Victoires |
| Saison                | Club                  | Division              | Matchs      | V           | N           | D           | Matchs            | V                 | N                 | D                 | Type                 | Matchs               | V                    | N                    | D                    | Matchs | V     | N     | D     | -           |
| --------------------- | --------------------- | --------------------- | ----------- | ----------- | ----------- | ----------- | ----------------- | ----------------- | ----------------- | ----------------- | -------------------- | -------------------- | -------------------- | -------------------- | -------------------- | ------ | ----- | ----- | ----- | ----------- |
| 2009-2010             | Brighton              | League One            | 31          | 12          | 9           | 10          | 4                 | 3                 | 0                 | 1                 | -                    | -                    | -                    | -                    | -                    | 35     | 15    | 9     | 11    | 42,86%      |
| 2010-2011             | Brighton              | League One            | 46          | 28          | 11          | 7           | 9                 | 3                 | 3                 | 3                 | -                    | -                    | -                    | -                    | -                    | 55     | 31    | 14    | 10    | 56,36%      |
| 2011-2012             | Brighton              | Championship          | 46          | 17          | 15          | 14          | 7                 | 3                 | 2                 | 2                 | -                    | -                    | -                    | -                    | -                    | 53     | 20    | 17    | 16    | 37,74%      |
| 2012-2013             | Brighton              | Championship          | 46          | 19          | 18          | 9           | 5                 | 1                 | 1                 | 3                 | -                    | -                    | -                    | -                    | -                    | 51     | 20    | 19    | 12    | 39,22%      |
| 2009-2013             | Total Brighton        | -                     | 169         | 76          | 53          | 40          | 25                | 10                | 6                 | 9                 | -                    | -                    | -                    | -                    | -                    | 194    | 86    | 59    | 49    | 44,33%      |
| 2013-2014             | Sunderland FC         | Premier League        | 31          | 10          | 7           | 14          | 9                 | 6                 | 0                 | 3                 | -                    | -                    | -                    | -                    | -                    | 40     | 16    | 7     | 17    | 40,00%      |
| 2014-2015             | Sunderland FC         | Premier League        | 29          | 4           | 14          | 11          | 6                 | 3                 | 1                 | 2                 | -                    | -                    | -                    | -                    | -                    | 35     | 7     | 15    | 13    | 20,00%      |
| 2013-2015             | Total Sunderland      | -                     | 60          | 14          | 21          | 25          | 15                | 9                 | 1                 | 5                 | -                    | -                    | -                    | -                    | -                    | 75     | 23    | 22    | 30    | 30,67%      |
| 2015-2016             | AEK Athènes           | Superleague           | 22          | 12          | 5           | 5           | 6                 | 6                 | 0                 | 0                 | -                    | -                    | -                    | -                    | -                    | 28     | 18    | 5     | 5     | 64,29%      |
| 2015-2016             | Total AEK             | -                     | 22          | 12          | 5           | 5           | 6                 | 6                 | 0                 | 0                 | -                    | -                    | -                    | -                    | -                    | 28     | 18    | 5     | 5     | 64,29%      |
| 2016-2017             | Real Betis            | La Liga               | 11          | 3           | 2           | 6           | 0                 | 0                 | 0                 | 0                 | -                    | -                    | -                    | -                    | -                    | 11     | 3     | 2     | 6     | 27,27%      |
| 2016-2017             | Total Betis           | -                     | 11          | 3           | 2           | 6           | 0                 | 0                 | 0                 | 0                 | -                    | -                    | -                    | -                    | -                    | 11     | 3     | 2     | 6     | 27,27%      |
| 2017                  | Shanghai Shenhua      | Super League          | 23          | 6           | 6           | 11          | 5                 | 4                 | 1                 | 0                 | AFC                  | 1                    | 0                    | 0                    | 1                    | 29     | 10    | 7     | 12    | 34,48%      |
| 2017                  | Total Shanghai        | -                     | 23          | 6           | 6           | 11          | 5                 | 4                 | 1                 | 0                 | -                    | 1                    | 0                    | 0                    | 1                    | 29     | 10    | 7     | 12    | 34,48%      |
| 2017-2018             | FCG Bordeaux          | Ligue 1               | 16          | 9           | 2           | 5           | 0                 | 0                 | 0                 | 0                 | -                    | -                    | -                    | -                    | -                    | 16     | 9     | 2     | 5     | 56,25%      |
| 2018-2019             | FCG Bordeaux          | Ligue 1               | 1           | 0           | 0           | 1           | 0                 | 0                 | 0                 | 0                 | C3                   | 4                    | 4                    | 0                    | 0                    | 5      | 4     | 0     | 1     | 80%         |
| 2018-                 | Total Bordeaux        | -                     | 17          | 9           | 2           | 6           | 0                 | 0                 | 0                 | 0                 | -                    | 4                    | 4                    | 0                    | 0                    | 21     | 13    | 2     | 6     | 61,91%      |
| Total sur la carrière | Total sur la carrière | Total sur la carrière | 302         | 120         | 89          | 93          | 51                | 29                | 8                 | 14                | -                    | 5                    | 4                    | 0                    | 1                    | 358    | 153   | 97    | 108   | 42,74 %     |

## Vie personnelle
Il a un fils, Diego, qui est également footballeur professionnel.